# Cotzinga
Cotzinga är en ort i Mexiko.   Den ligger i kommunen Zoquitlán och delstaten Puebla, i den sydöstra delen av landet, 250 km sydost om huvudstaden Mexico City. Cotzinga ligger 2 181 meter över havet och antalet invånare är 138.
Terrängen runt Cotzinga är kuperad åt sydväst, men åt nordost är den bergig. Runt Cotzinga är det ganska tätbefolkat, med 72 invånare per kvadratkilometer. Närmaste större samhälle är Coxcatlán, 16,4 km sydväst om Cotzinga. I omgivningarna runt Cotzinga växer i huvudsak blandskog.